# باد اوراخ
شهر باد اوراخ در ایالت بادن-وورتمبرگ در کشور آلمان واقع شده است.

## نگارخانه

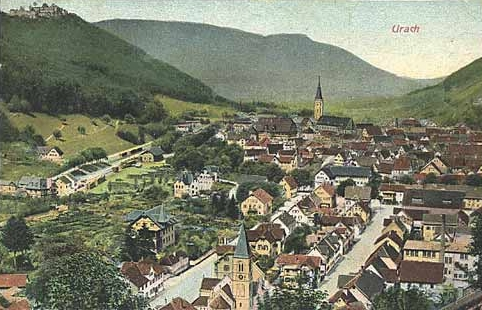
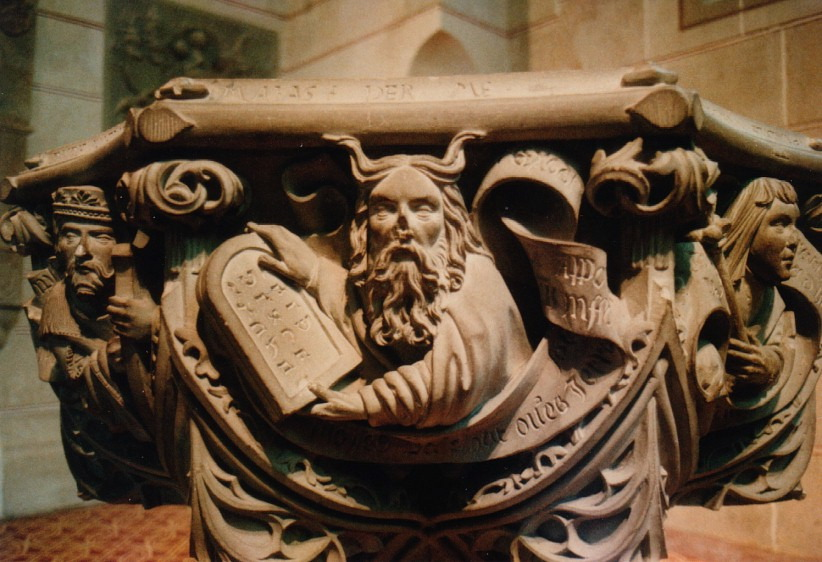
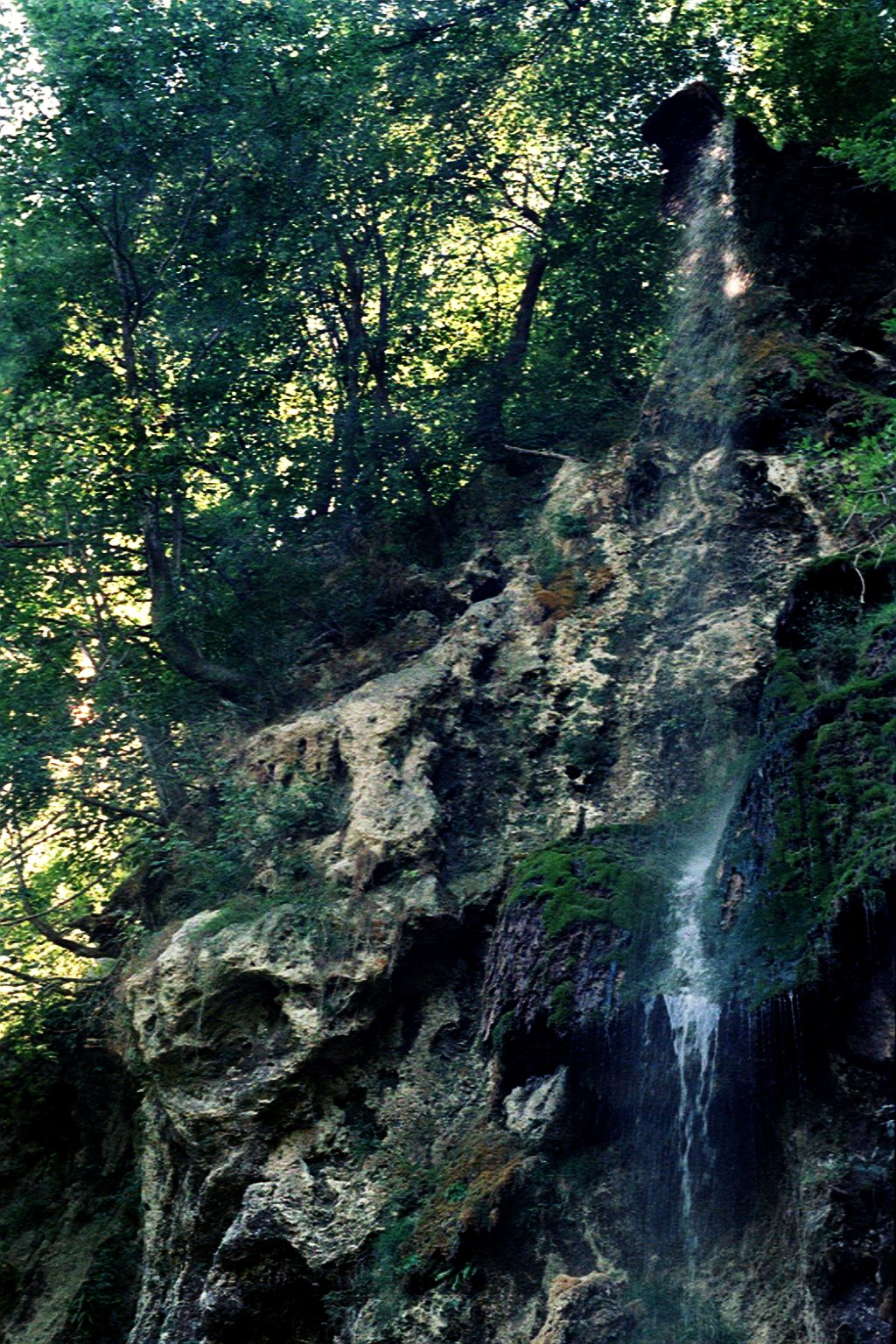
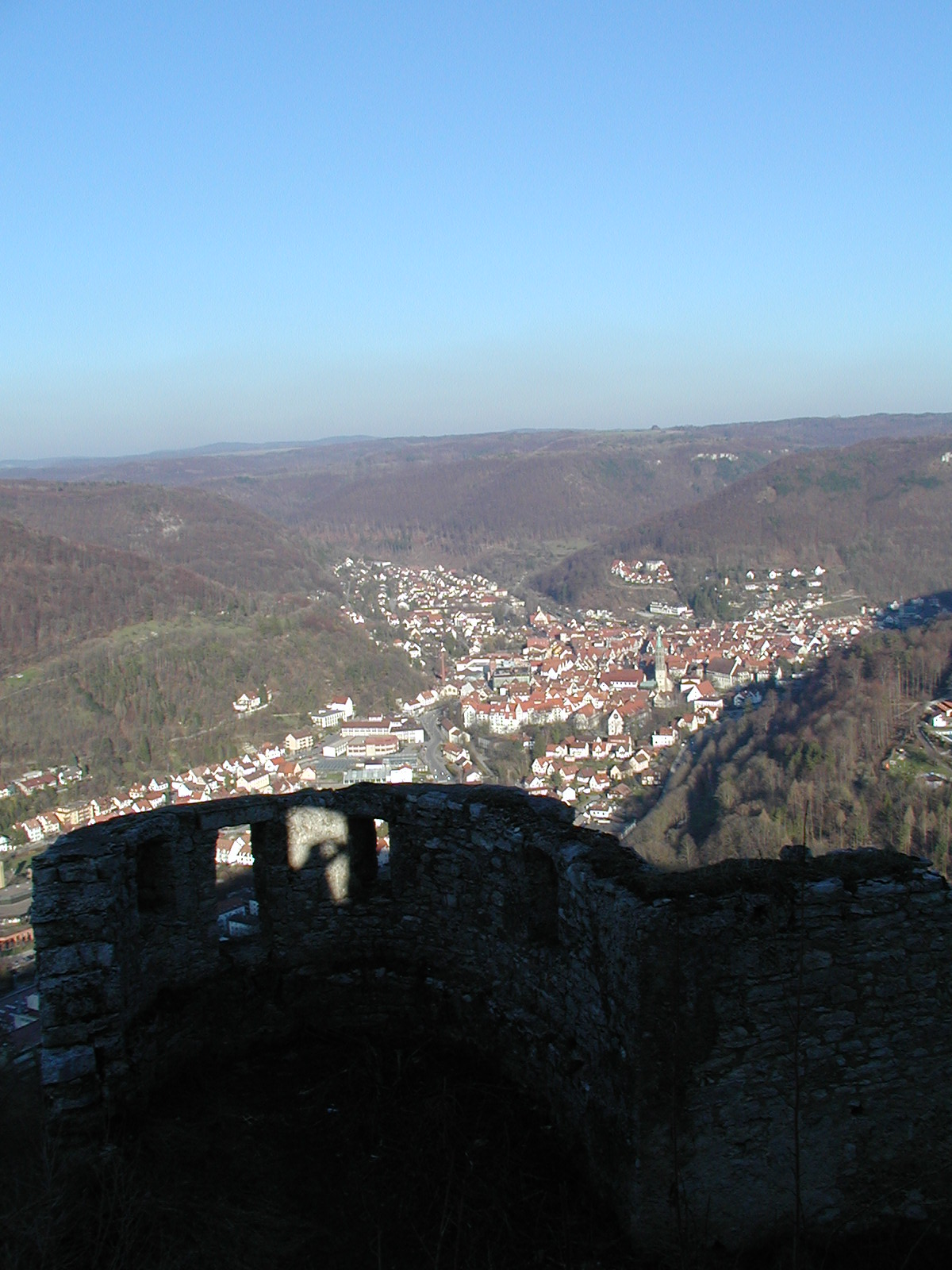